# DPPH
DPPH is een veel voorkomende afkorting voor de organische chemische verbinding 2,2-difenyl-1-picrylhydrazyl. Het is een donkergekleurd kristallijn poeder dat is samengesteld uit stabiele vrije-radicaalmoleculen. DPPH heeft twee belangrijke toepassingen, beide in laboratoriumonderzoek: enerzijds bij het uitvoeren van een antioxidanttest en anderzijds wordt het gebruikt als standaard voor de positie en intensiteit van paramagnetische elektronresonantiesignalen.

## Eigenschappen en toepassingen
DPPH heeft verschillende kristallijne vormen die verschillen door de roostersymmetrie en het smeltpunt (smpt). Het commerciële poeder is een mengsel van fasen dat smelt bij ~ 130 °C. DPPH-I (smpt 106 °C) is orthorombisch, DPPH-II (smpt 137 °C) is amorf en DPPH-III (smpt 128-129 °C) is triklinisch.
Wanneer men wil testen of een bepaalde stof een antioxidant is, kan men gebruik maken van DPPH. Het DPPH-radicaal heeft namelijk in opgeloste vorm een diep-violette kleur, vanwege een sterke absorptieband gecentreerd op ongeveer 520 nm. Als er een stof wordt toegevoegd die werkt als antioxidant, zal DPPH geneutraliseerd worden. Dit heeft als resultaat dat DPPH kleurloos of bleekgeel wordt. Deze eigenschap maakt visuele monitoring van de reactie mogelijk via spectrofotometrie.